# Crassicollum musculare
Crassicollum musculare är en plattmaskart som beskrevs av Dean HK 1977. Crassicollum musculare ingår i släktet Crassicollum och familjen Crassicollidae. Inga underarter finns listade i Catalogue of Life.